# Spiraea betulifolia
Spiraea betulifolia,  es una especie de la familia Rosaceae.

## Descripción
Es un arbusto que alcanza un tamaño de 25-60 cm de altura desde un rizoma. Las hojas son alternas, ovadas, de 2-7 cm de longitud y de color verde. Las flores son numerosas de 3-5 cm con 5 pétalos de color blanco y a menudo, de color rosa pálido o lavanda. Los frutos son folículos de 3 mm de longitud.

## Taxonomía
Spiraea betulifolia fue descrita por Peter Simon Pallas y publicada en Flora Rossica 1: 33, pl. 16. 1784.